# Xinavane

Xinavane é uma pequena vila moçambicana localizada junto ao Rio Incomati. Administrativamente, é sede de um posto administrativo do distrito da Manhiça, na província de Maputo. Situa-se a 80 km a norte da capital moçambicana.

## Economia
A economia desta vila funciona na base do açúcar. Uma vasta plantação e fábrica de processamento de cana-de-açúcar são geridos pela empresa Tongaat Hulett Sugar. 
Em 2009, a fábrica de processamento concluiu uma fase de grande expansão, projetada e gerida pela empresaPGBI Engineers & Constructors. 